# Cheiracanthium albidulum
Cheiracanthium albidulum là một loài nhện trong họ Miturgidae.